# 龍村光峯
龍村 光峯（たつむら こうほう、1946年〈昭和21年〉 - 2019年3月5日）は、織物美術家。

## 来歴
1946年宝塚市生まれ、元の名は龍村順。祖父は初代龍村平蔵（号・光波）、父は二代龍村平蔵（号・光翔）。早稲田大学文学部卒業。国際交流基金勤務後、1976年（昭和51年）に後継者として京都に戻り、（株）龍村平蔵織物美術研究所を設立。1982年（昭和57年）に、「（株）龍村光峯」に改称し代表取締役。日本伝統織物保存研究会理事長。
2000年（平成12年）に財団法人日本文化藝術財団より、日本伝統文化振興賞を受賞、2002年（平成14年）に財団法人全国税理士共栄文化財団より、全税共地域文化賞受賞。
錦織美術の第一人者として錦織額、タペストリー、緞帳などを制作。伝承技術の保存育成に日本伝統織物保存研究会を立ち上げ、綜合的復元事業として古代裂の復元に取り組む。海外での展覧会も多数開催。その他、国際日本文化研究センター主催国際シンポジウム「日本の伝統工藝再考・外から見た工藝の将来とその可能性」に参加、また同志社大学プロジェクト科目嘱託講師など多方面で活躍中である。
兄は映画監督の龍村仁、弟は龍村ヨガ研究所所長の龍村修。
2019年3月5日に肺炎のため死去。73歳没。

## 代表作品
- 織額「暈繝段文（一対）」国立京都迎賓館主賓室
- 織額「紫の追憶」源氏物語千年紀記念作品
- 織額「錦織金剛界種子曼荼羅」

## 記念品
- 織額「豊穣青海波」トヨタ自動車ディーラー世界大会記念品
- 「赤蜻蛉文錦」ヤマハ発動機創立50周年記念品
- 「学位ストール」京都大学修士・博士卒業記念品

## 緞帳
- 九州大学医学部創立百周年記念百年講堂「彩綴海松顕微の図」
- サンケイホールブリーゼ「晨光」

## 著作
- 『龍村光峯作品集　KOHO』（光琳社出版、1998年）
- 『錦とボロの話　増補版』（学生社、2009年）-父平蔵の著作を改訂。
- 『錦　光を織る』（小学館、2009年）

## 補足
よく間違いがなされるが、「龍村美術織物」とは異なった会社である。龍村美術織物は京都市中京区にあり、二代目平蔵（元の名は龍村謙）の弟の龍村元（三代目平蔵）が経営していた。現在は龍村旻が経営し、2007年4月に四代目龍村平蔵を襲名した。
「龍村織物」は同じく弟の龍村晋が1950年に独立し起こした。現在は東京都千代田区有楽町にあり、後継者が経営している。
ちなみに祖父の初代平蔵（1876年（明治9年）～1962年（昭和37年））は、生涯にわたり古代織物研究復元を続けた。1956年に日本芸術院恩賜賞を受賞している。